# Одонж
Одонж (фр. Audenge) насеље је и општина у југозападној Француској у региону Аквитанија, у департману Жиронда која припада префектури Бордо.
По подацима из 2011. године у општини је живело 6367 становника, а густина насељености је износила 77,56 становника/km². Општина се простире на површини од 82,09 km². Налази се на средњој надморској висини од 7 метара (максималној 59 m, а минималној 0 m).

## Демографија
| 1962. | 1968. | 1975. | 1982. | 1990. | 1999. | 2011. |
| ----- | ----- | ----- | ----- | ----- | ----- | ----- |
| 2.001 | 2.234 | 2.529 | 2.675 | 2.981 | 3.948 | 6.367 |

График промене броја становника у току последњих година